# Dana Zátopková
Dana Zátopková, nata Ingrová (Karviná, 19 settembre 1922 – Praga, 13 marzo 2020), è stata una giavellottista cecoslovacca, campionessa olimpica e primatista mondiale della specialità.

## Biografia
Debuttò sulla scena internazionale nel 1948 partecipando alle olimpiadi di Londra dove giunse settima. Quattro anni dopo vinse la medaglia d'oro alle olimpiadi di Helsinki, lo stesso giorno in cui il marito, Emil Zátopek, conquistò la prima delle sue tre medaglie d'oro di quella Olimpiade. Nel 1956 fu quarta ai Giochi di Melbourne e nel 1960, a quasi 38 anni, conquistò la medaglia d'argento a Roma in occasione della sua quarta olimpiade. Fu inoltre due volte campionessa europea (1954 e 1958). Nel 1958 stabilì il record del mondo lanciando a m 55.73 divenendo, a 35 anni, la più anziana detentrice di un record mondiale outdoor dell'atletica leggera.
I coniugi Zatopek furono testimoni di nozze dei campioni olimpici Harold Connolly e Olga Fikotová: il matrimonio fu celebrato a Praga nel 1957 nonostante l'iniziale opposizione del governo cecoslovacco per via della guerra fredda.
Anche dopo essersi ritirata dalle competizioni rimase sempre legata al mondo dell'atletica: fu allenatrice a Cuba, in Indonesia, Vietnam e Cina; inoltre fu membro del Comitato femminile dalla IAAF dal 1960 al 1972.
Fra i riconoscimenti ricevuti va citato l'Ordine olimpico, insignitole nel 1988.
È morta a Praga il 13 marzo 2020, all'età di 97 anni.